# Giullia Penalber
Giullia Rodrigues Penalber de Oliveira (Rio de Janeiro, 13 de abril de 1992) é uma lutadora brasileira profissional de wrestling. Na categoria até 57kg, foi medalhista de ouro nos Jogos Pan-Americanos de 2023, nos Jogos Sul-Americanos de 2018 e no Campeonato Pan-Americano de Wrestling de 2020 e 2021, além de chegar três vezes às quartas de final no Campeonato Mundial de Wrestling, nas edições de 2014, 2019 e 2021, e de ter terminado em 5º lugar nos Jogos Olímpicos de 2024. Atleta da Marinha do Brasil (CDM) e titular da seleção brasileira de wrestling (CBW).

## Carreira
Giullia sempre teve o esporte presente em sua vida. Sua caminhada esportiva iniciou aos três anos no judô, mas com uma mudança nas regras em 2010, quando a Federação Internacional de Judô aboliu a catada de perna — seu principal golpe —, viu sua carreira como judoca acabar. A atleta teve que mudar todo seu estilo de luta e os resultados não se mantiveram os mesmos .
Foi no wrestling que sua animação começou a voltar aos poucos. Giullia já conhecia a modalidade por meio de amigos e, de 2010 a 2012, ainda dividia suas atenções entre o novo esporte e o judô. Após, optou pelo wrestling. .
Seu primeiro grande resultado apareceu em 2014, no Campeonato Mundial de Wrestling adulto, em Tashkent, no Uzbequistão, quando chegou às quartas de final, perdendo para Chiho Hamada, que foi a campeã do torneio. A partir daí, começou a ser uma das referências da modalidade no Brasil. 
Em 2015, foi bronze no Campeonato Pan-Americano. E, no ano seguinte, conquistou a prata.
Em 2019, ao conquistar a medalha de bronze nos Jogos Pan-Americanos de Lima, a atleta se credenciou a ser uma das representantes brasileiras em Tóquio 2020 .
Logo após o Pan de 2019, Penalber foi ao Campeonato Mundial de Wrestling de 2019 no Cazaquistão, onde chegou pela 2a vez na carreira nas quartas-de-final, terminando em 8º lugar. Em setembro de 2019, estava em 11º lugar no ranking mundial.
A lutadora conquistou diversos resultados positivos que a colocaram como número 1 do ranking mundo em março de 2021 . 
Em setembro de 2021, participando do Campeonato Mundial de Wrestling em Oslo, ela chegou pela terceira vez às quartas-de-final da competição. 
A classificação olímpica, no entanto, não aconteceu. No pré-olímpico de Ottawa no Canadá, em 2020, a carioca terminou a competição com a medalha de bronze. No entanto, apenas as duas primeiras colocadas garantiriam vaga para os Jogos de Tóquio. Vinte dias após a perda da vaga olímpica, a lutadora carioca se consagrou bicampeã pan-americana. Nos Jogos Pan-Americanos de 2023 em Santiago, Chile, Penalber conquistou a medalha de ouro, apenas o segundo título de uma brasileira nesse esporte depois de Joice Silva em 2015.
Penalber conseguiu se classificar para uma Olimpíada pela primeira vez ao vencer três lutas e chegar na final do Pré-Olímpico Mundial de wrestling, em Istambul, na Turquia. Nos Jogos Olímpicos de 2024 em Paris, sendo a 11ª do ranking mundial, entrou como cabeça-de-chave n.7 do torneio.  Venceu Rckaela Maree Ramos Aquino, de Guam, na 1a rodada, mas nas quartas-de-final, enfrentou a moldava Anastasia Nichita, que foi campeã mundial de 2022, vice-campeã mundial de 2023 e atual n.2 do mundo, perdendo por 5 a 0, e ficou no aguardo da possibilidade de repescagem.  Após a moldava obter vaga para a final, Penalber entrou na repescagem, onde enfrentaria a alemã Sandra Paruszewski, duas vezes medalha de bronze em Campeonatos Europeus.  Penalber venceu a luta e se tornou a primeira brasileira na história a chegar em uma disputa de medalha no Wrestling Olímpico. Ela perdeu para a chinesa Kexin Hong na disputa do bronze, mas terminou em 5º lugar, a melhor colocação da história do país na modalidade.

## Conquistas

### 2023
- Ouro no Aberto da Polônia
- Ouro no Campeonato Brasileiro Interclubes
- Prata no Pan-Americano de Buenos Aires, na Argentina
- Ouro na Copa do Brasil Aline Silva
- Bronze no Aberto de Klippan Lady, na Suécia

### 2022
- Prata nos Jogos Sul-Americanos de Assunção, no Paraguai
- Ouro no Campeonato Brasileiro Interclubes
- Ouro no Ranking Series Zouhaier Sghaier, na Tunísia
- Bronze no Ranking Series Matteo Pellicone, na Itália
- Bronze no Pan-Americano de Acapulco, no México
- Ouro no Campeonato Brasileiro

### 2021
- Ouro no Pan-Americano da Cidade da Guatemala, na Guatemala
- Ouro no Ranking Series Matteo Pellicone, na Itália
- Ouro no Campeonato Brasileiro Interclubes
- Bronze no Pré-Olímpico de Sofia, na Bulgária

### 2020
- Ouro no Pan-Americano de Ottawa, no Canadá

### 2019
- Bronze nos Jogos Pan-Americanos de Lima, no Peru

### 2018
- Ouro nos Jogos Sul-Americanos de Cochabamba, na Bolívia

### 2016
- Prata no Pan-Americano de Frisco, nos Estados Unidos

### 2015
- Bronze no Pan-Americano de Santiago, no Chile

## Vida pessoal
Giullia Penalber é irmã mais nova do judoca Victor Penalber, medalhista de bronze no Mundial de Astana 2015 e nos Jogos Pan-Americanos de Toronto 2015. Victor também representou o Brasil nos Jogos Olímpicos Rio 2016, mas não subiu ao pódio.

## Marinha do Brasil
Assim como diversos atletas brasileiros, Giullia é terceira sargento da Marinha do Brasil, integrante da Comissão de Desportos da Marinha (CDM) e do Centro de Educação Física Almirante Nunes (Cefan).